# Danh sách tiểu hành tinh: 1801–1900
| Tên                | Tên đầu tiên | Ngày phát hiện       | Nơi phát hiện            | Người phát hiện                                        |
| ------------------ | ------------ | -------------------- | ------------------------ | ------------------------------------------------------ |
| 1801 Titicaca      | 1952 SP1     | 23 tháng 9 năm 1952  | La Plata Observatory     | M. Itzigsohn                                           |
| 1802 Zhang Heng    | 1964 TW1     | 9 tháng 10 năm 1964  | Nanking                  | Purple Mountain Observatory                            |
| 1803 Zwicky        | 1967 CA      | 6 tháng 2 năm 1967   | Đài thiên văn Zimmerwald | P. Wild                                                |
| 1804 Chebotarev    | 1967 GG      | 6 tháng 4 năm 1967   | Nauchnij                 | T. M. Smirnova                                         |
| 1805 Dirikis       | 1970 GD      | 1 tháng 4 năm 1970   | Nauchnij                 | L. I. Chernykh                                         |
| 1806 Derice        | 1971 LC      | 13 tháng 6 năm 1971  | Bickley                  | Perth Observatory                                      |
| 1807 Slovakia      | 1971 QA      | 20 tháng 8 năm 1971  | Skalnaté Pleso           | M. Antal                                               |
| 1808 Bellerophon   | 2517 P-L     | 24 tháng 9 năm 1960  | Palomar                  | C. J. van Houten, I. van Houten-Groeneveld, T. Gehrels |
| 1809 Prometheus    | 2522 P-L     | 24 tháng 9 năm 1960  | Palomar                  | C. J. van Houten, I. van Houten-Groeneveld, T. Gehrels |
| 1810 Epimetheus    | 4196 P-L     | 24 tháng 9 năm 1960  | Palomar                  | C. J. van Houten, I. van Houten-Groeneveld, T. Gehrels |
| 1811 Bruwer        | 4576 P-L     | 24 tháng 9 năm 1960  | Palomar                  | C. J. van Houten, I. van Houten-Groeneveld, T. Gehrels |
| 1812 Gilgamesh     | 4645 P-L     | 24 tháng 9 năm 1960  | Palomar                  | C. J. van Houten, I. van Houten-Groeneveld, T. Gehrels |
| 1813 Imhotep       | 7589 P-L     | 17 tháng 10 năm 1960 | Palomar                  | C. J. van Houten, I. van Houten-Groeneveld, T. Gehrels |
| 1814 Bach          | 1931 TW1     | 9 tháng 10 năm 1931  | Heidelberg               | K. Reinmuth                                            |
| 1815 Beethoven     | 1932 CE1     | 27 tháng 1 năm 1932  | Heidelberg               | K. Reinmuth                                            |
| 1816 Liberia       | 1936 BD      | 29 tháng 1 năm 1936  | Johannesburg             | C. Jackson                                             |
| 1817 Katanga       | 1939 MB      | 20 tháng 6 năm 1939  | Johannesburg             | C. Jackson                                             |
| 1818 Brahms        | 1939 PE      | 15 tháng 8 năm 1939  | Heidelberg               | K. Reinmuth                                            |
| 1819 Laputa        | 1948 PC      | 9 tháng 8 năm 1948   | Johannesburg             | E. L. Johnson                                          |
| 1820 Lohmann       | 1949 PO      | 2 tháng 8 năm 1949   | Heidelberg               | K. Reinmuth                                            |
| 1821 Aconcagua     | 1950 MB      | 24 tháng 6 năm 1950  | La Plata Observatory     | M. Itzigsohn                                           |
| 1822 Waterman      | 1950 OO      | 25 tháng 7 năm 1950  | Brooklyn                 | Đại học Indiana                                        |
| 1823 Gliese        | 1951 RD      | 4 tháng 9 năm 1951   | Heidelberg               | K. Reinmuth                                            |
| 1824 Haworth       | 1952 FM      | 30 tháng 3 năm 1952  | Brooklyn                 | Đại học Indiana                                        |
| 1825 Klare         | 1954 QH      | 31 tháng 8 năm 1954  | Heidelberg               | K. Reinmuth                                            |
| 1826 Miller        | 1955 RC1     | 14 tháng 9 năm 1955  | Brooklyn                 | Đại học Indiana                                        |
| 1827 Atkinson      | 1962 RK      | 7 tháng 9 năm 1962   | Brooklyn                 | Đại học Indiana                                        |
| 1828 Kashirina     | 1966 PH      | 14 tháng 8 năm 1966  | Nauchnij                 | L. I. Chernykh                                         |
| 1829 Dawson        | 1967 JJ      | 6 tháng 5 năm 1967   | El Leoncito              | C. U. Cesco, A. R. Klemola                             |
| 1830 Pogson        | 1968 HA      | 17 tháng 4 năm 1968  | Đài thiên văn Zimmerwald | P. Wild                                                |
| 1831 Nicholson     | 1968 HC      | 17 tháng 4 năm 1968  | Zimmerwald               | P. Wild                                                |
| 1832 Mrkos         | 1969 PC      | 11 tháng 8 năm 1969  | Nauchnij                 | L. I. Chernykh                                         |
| 1833 Shmakova      | 1969 PN      | 11 tháng 8 năm 1969  | Nauchnij                 | L. I. Chernykh                                         |
| 1834 Palach        | 1969 QP      | 22 tháng 8 năm 1969  | Hamburg-Bergedorf        | L. Kohoutek                                            |
| 1835 Gajdariya     | 1970 OE      | 30 tháng 7 năm 1970  | Nauchnij                 | T. M. Smirnova                                         |
| 1836 Komarov       | 1971 OT      | 26 tháng 7 năm 1971  | Nauchnij                 | N. S. Chernykh                                         |
| 1837 Osita         | 1971 QZ1     | 16 tháng 8 năm 1971  | El Leoncito              | J. Gibson                                              |
| 1838 Ursa          | 1971 UC      | 20 tháng 10 năm 1971 | Đài thiên văn Zimmerwald | P. Wild                                                |
| 1839 Ragazza       | 1971 UF      | 20 tháng 10 năm 1971 | Zimmerwald               | P. Wild                                                |
| 1840 Hus           | 1971 UY      | 16 tháng 10 năm 1971 | Hamburg-Bergedorf        | L. Kohoutek                                            |
| 1841 Masaryk       | 1971 UO1     | 16 tháng 10 năm 1971 | Hamburg-Bergedorf        | L. Kohoutek                                            |
| 1842 Hynek         | 1972 AA      | 14 tháng 1 năm 1972  | Hamburg-Bergedorf        | L. Kohoutek                                            |
| 1843 Jarmila       | 1972 AB      | 14 tháng 1 năm 1972  | Hamburg-Bergedorf        | L. Kohoutek                                            |
| 1844 Susilva       | 1972 UB      | 30 tháng 10 năm 1972 | Đài thiên văn Zimmerwald | P. Wild                                                |
| 1845 Helewalda     | 1972 UC      | 30 tháng 10 năm 1972 | Zimmerwald               | P. Wild                                                |
| 1846 Bengt         | 6553 P-L     | 24 tháng 9 năm 1960  | Palomar                  | C. J. van Houten, I. van Houten-Groeneveld, T. Gehrels |
| 1847 Stobbe        | A916 CA      | 1 tháng 2 năm 1916   | Hamburg-Bergedorf        | H. Thiele                                              |
| 1848 Delvaux       | 1933 QD      | 18 tháng 8 năm 1933  | Uccle                    | E. Delporte                                            |
| 1849 Kresák        | 1942 AB      | 14 tháng 1 năm 1942  | Heidelberg               | K. Reinmuth                                            |
| 1850 Kohoutek      | 1942 EN      | 23 tháng 3 năm 1942  | Heidelberg               | K. Reinmuth                                            |
| 1851 Lacroute      | 1950 VA      | 9 tháng 11 năm 1950  | Algiers                  | L. Boyer                                               |
| 1852 Carpenter     | 1955 GA      | 1 tháng 4 năm 1955   | Brooklyn                 | Đại học Indiana                                        |
| 1853 McElroy       | 1957 XE      | 15 tháng 12 năm 1957 | Brooklyn                 | Đại học Indiana                                        |
| 1854 Skvortsov     | 1968 UE1     | 22 tháng 10 năm 1968 | Nauchnij                 | T. M. Smirnova                                         |
| 1855 Korolev       | 1969 TU1     | 8 tháng 10 năm 1969  | Nauchnij                 | L. I. Chernykh                                         |
| 1856 Růžena        | 1969 TW1     | 8 tháng 10 năm 1969  | Nauchnij                 | L. I. Chernykh                                         |
| 1857 Parchomenko   | 1971 QS1     | 30 tháng 8 năm 1971  | Nauchnij                 | T. M. Smirnova                                         |
| 1858 Lobachevskij  | 1972 QL      | 18 tháng 8 năm 1972  | Nauchnij                 | L. V. Zhuravleva                                       |
| 1859 Kovalevskaya  | 1972 RS2     | 4 tháng 9 năm 1972   | Nauchnij                 | L. V. Zhuravleva                                       |
| 1860 Barbarossa    | 1973 SK      | 28 tháng 9 năm 1973  | Đài thiên văn Zimmerwald | P. Wild                                                |
| 1861 Komenský      | 1970 WB      | 24 tháng 11 năm 1970 | Hamburg-Bergedorf        | L. Kohoutek                                            |
| 1862 Apollo        | 1932 HA      | 24 tháng 4 năm 1932  | Heidelberg               | K. Reinmuth                                            |
| 1863 Antinous      | 1948 EA      | 7 tháng 3 năm 1948   | Mount Hamilton           | C. A. Wirtanen                                         |
| 1864 Daedalus      | 1971 FA      | 24 tháng 3 năm 1971  | Palomar                  | T. Gehrels                                             |
| 1865 Cerberus      | 1971 UA      | 16 tháng 10 năm 1971 | Hamburg-Bergedorf        | L. Kohoutek                                            |
| 1866 Sisyphus      | 1972 XA      | 5 tháng 12 năm 1972  | Đài thiên văn Zimmerwald | P. Wild                                                |
| 1867 Deiphobus     | 1971 EA      | 3 tháng 3 năm 1971   | El Leoncito              | C. U. Cesco                                            |
| 1868 Thersites     | 2008 P-L     | 24 tháng 9 năm 1960  | Palomar                  | C. J. van Houten, I. van Houten-Groeneveld, T. Gehrels |
| 1869 Philoctetes   | 4596 P-L     | 24 tháng 9 năm 1960  | Palomar                  | C. J. van Houten, I. van Houten-Groeneveld, T. Gehrels |
| 1870 Glaukos       | 1971 FE      | 24 tháng 3 năm 1971  | Palomar                  | C. J. van Houten, I. van Houten-Groeneveld, T. Gehrels |
| 1871 Astyanax      | 1971 FF      | 24 tháng 3 năm 1971  | Palomar                  | C. J. van Houten, I. van Houten-Groeneveld, T. Gehrels |
| 1872 Helenos       | 1971 FG      | 24 tháng 3 năm 1971  | Palomar                  | C. J. van Houten, I. van Houten-Groeneveld, T. Gehrels |
| 1873 Agenor        | 1971 FH      | 25 tháng 3 năm 1971  | Palomar                  | C. J. van Houten, I. van Houten-Groeneveld, T. Gehrels |
| 1874 Kacivelia     | A924 RC      | 5 tháng 9 năm 1924   | Crimea-Simeis            | S. Beljavskij                                          |
| 1875 Neruda        | 1969 QQ      | 22 tháng 8 năm 1969  | Hamburg-Bergedorf        | L. Kohoutek                                            |
| 1876 Napolitania   | 1970 BA      | 31 tháng 1 năm 1970  | Palomar                  | C. T. Kowal                                            |
| 1877 Marsden       | 1971 FC      | 24 tháng 3 năm 1971  | Palomar                  | T. Gehrels                                             |
| 1878 Hughes        | 1933 QC      | 18 tháng 8 năm 1933  | Uccle                    | E. Delporte                                            |
| 1879 Broederstroom | 1935 UN      | 16 tháng 10 năm 1935 | Johannesburg             | H. van Gent                                            |
| 1880 McCrosky      | 1940 AN      | 13 tháng 1 năm 1940  | Heidelberg               | K. Reinmuth                                            |
| 1881 Shao          | 1940 PC      | 3 tháng 8 năm 1940   | Heidelberg               | K. Reinmuth                                            |
| 1882 Rauma         | 1941 UJ      | 15 tháng 10 năm 1941 | Turku                    | L. Oterma                                              |
| 1883 Rimito        | 1942 XA      | 4 tháng 12 năm 1942  | Turku                    | Y. Väisälä                                             |
| 1884 Skip          | 1943 EB1     | 2 tháng 3 năm 1943   | Nice                     | M. Laugier                                             |
| 1885 Herero        | 1948 PJ      | 9 tháng 8 năm 1948   | Johannesburg             | E. L. Johnson                                          |
| 1886 Lowell        | 1949 MP      | 21 tháng 6 năm 1949  | Flagstaff                | H. L. Giclas                                           |
| 1887 Virton        | 1950 TD      | 5 tháng 10 năm 1950  | Uccle                    | S. J. Arend                                            |
| 1888 Zu Chong-Zhi  | 1964 VO1     | 9 tháng 11 năm 1964  | Nanking                  | Purple Mountain Observatory                            |
| 1889 Pakhmutova    | 1968 BE      | 24 tháng 1 năm 1968  | Nauchnij                 | L. I. Chernykh                                         |
| 1890 Konoshenkova  | 1968 CD      | 6 tháng 2 năm 1968   | Nauchnij                 | L. I. Chernykh                                         |
| 1891 Gondola       | 1969 RA      | 11 tháng 9 năm 1969  | Đài thiên văn Zimmerwald | P. Wild                                                |
| 1892 Lucienne      | 1971 SD      | 16 tháng 9 năm 1971  | Zimmerwald               | P. Wild                                                |
| 1893 Jakoba        | 1971 UD      | 20 tháng 10 năm 1971 | Zimmerwald               | P. Wild                                                |
| 1894 Haffner       | 1971 UH      | 16 tháng 10 năm 1971 | Hamburg-Bergedorf        | L. Kohoutek                                            |
| 1895 Larink        | 1971 UZ      | 16 tháng 10 năm 1971 | Hamburg-Bergedorf        | L. Kohoutek                                            |
| 1896 Beer          | 1971 UC1     | 16 tháng 10 năm 1971 | Hamburg-Bergedorf        | L. Kohoutek                                            |
| 1897 Hind          | 1971 UE1     | 16 tháng 10 năm 1971 | Hamburg-Bergedorf        | L. Kohoutek                                            |
| 1898 Cowell        | 1971 UF1     | 16 tháng 10 năm 1971 | Hamburg-Bergedorf        | L. Kohoutek                                            |
| 1899 Crommelin     | 1971 UR1     | 16 tháng 10 năm 1971 | Hamburg-Bergedorf        | L. Kohoutek                                            |
| 1900 Katyusha      | 1971 YB      | 16 tháng 12 năm 1971 | Nauchnij                 | T. M. Smirnova                                         |